# Хон Херан (певица)
Хон Херан (кор. 홍혜란; род. 10 сентября 1981) — южнокорейская певица (сопрано).
Окончила бакалавриат Корейского национального университета искусств, а затем Джульярдскую школу (ученица Эдит Берс). Лауреат и финалист нескольких американских и международных конкурсов академического вокала, в 2011 г. была удостоена первой премии одного из важнейших международных смотров молодых исполнителей — Конкурса имени королевы Елизаветы. Участница программы для молодых исполнителей при Метрополитен-опера, в 2012 г. дебютировала на основной сцене (в крохотной партии Третьего Виденья в опере Джузеппе Верди «Макбет»). Выступает также с камерным репертуаром (в частности, в 2012 г. гастролировала в Бразилии).